# Forskelligbladet tidsel
Forskelligbladet tidsel (Cirsium helenioides) er en flerårig, 40-150 centimeter høj plante i kurvblomst-familien. Bladene har hvidfiltet underside. De nedre er elliptiske og hjerteformet stængelomfattende med hel rand. De øvre er lancetformede med fint savtakket rand. De mellemste blade er ofte fligede.

## Udbredelse i Danmark
I Danmark findes forskelligbladet tidsel hist og her i Jylland i egekrat og skove, mens den er meget sjælden på Øerne. Den blomstrer i juni og juli.